# Masslinjen
Masslinjen, från kinesiskans qunzhong luxian, är den metod som utvecklades av Mao Zedong och Kinas kommunistiska parti som syftade till leda folket, "massan". Massan är den kraft i samhället som förändrar, och enligt Mao var bönderna de som skulle utgöra denna förändringskraft.